# Powiat Głubczycki
Der Powiat Głubczycki ist ein Powiat (Kreis) in der Woiwodschaft Opole in Polen. Verwaltungssitz ist die Kreisstadt Głubczyce (Leobschütz). Der Powiat hat eine Fläche von 673,10 km², auf der rund 50.000 Einwohner leben. Er ist in Bezug auf seine Grenzen annähernd identisch mit dem ehemaligen Landkreis Leobschütz.

## Gemeinden
Der Powiat Głubczycki umfasst vier Gemeinden, davon drei Stadt- und Landgemeinden sowie eine Landgemeinde.

### Stadt- und Landgemeinden
- Baborów (Bauerwitz)
- Głubczyce (Leobschütz)
- Kietrz (Katscher)

### Landgemeinde
- Branice (Branitz)

## Politik
Die Kreisverwaltung wird von einem Starosten geleitet. Seit 2018 ist dies Piotr Soczyński vom Wahlkomitee „Unser Land Głubczycki“.

### Kreistag
Der Kreistag besteht aus 17 Mitgliedern, die von der Bevölkerung gewählt werden. Die turnusmäßige Wahl 2024 brachte folgendes Ergebnis:
- Wahlkomitee der aktiven Wähler des Kreises Głubczycki 20,2 %, 4 Sitze
- Prawo i Sprawiedliwość (PiS) 19,7 % der Stimmen, 4 Sitze
- Wahlkomitee der Einwohner von Głubczycki 16,6 % der Stimmen, 3 Sitze
- Wahlkomitee der Einwohner im Land Głubczycki 13,3 % der Stimmen, 2 Sitze
- Wahlkomitee für eine wirksame lokale Verwaltung 12,7 % der Stimmen, 2 Sitze
- Wahlkomitee „Unser Land Głubczycki“ 9,6 % der Stimmen, 1 Sitz
- Wahlkomitee „Nowa Fala Bacy“ 5,3 % der Stimmen, 1 Sitz
- Übrige 2,6 % der Stimmen, kein Sitz

Die turnusmäßige Wahl 2018 brachte folgendes Ergebnis:
- Prawo i Sprawiedliwość (PiS) 24,4 % der Stimmen, 5 Sitze
- Wahlkomitee der Einwohner von Głubczycki 22,0 % der Stimmen, 4 Sitze
- Wahlkomitee „Unser Land Głubczycki“ 19,5 % der Stimmen, 4 Sitze
- Wahlkomitee der Einwohner im Land Głubczycki 13,8 % der Stimmen, 2 Sitze
- Wahlkomitee „Lokale Verwaltung“ 11,9 % der Stimmen, 2 Sitze
- Wählervereinigung für lokale Aktivitäten „Gemeinsam für Głubczycki“ 7,0 % der Stimmen, kein Sitz
- Übrige 1,4 % der Stimmen, kein Sitz

### Partnerregionen
- Landkreis Holzminden, Deutschland
- Úvalno, Tschechien
- Budišov nad Budišovkou, Tschechien
- LAG Hultschiner Ländchen, Tschechien
- Mikroregion Troppauer Ländchen - Nordwest, Tschechien